# Autorità Monnet
L'Autorità Monnet fu la prima Alta autorità della Comunità europea del carbone e dell'acciaio. Rimase in carica dal 10 agosto 1952 al 9 giugno 1955, quando il presidente Jean Monnet si dimise per il fallimento del progetto della Comunità Europea di Difesa.

## Componenti
Benché un accordo informale prevedesse che, dei nove membri dell'autorità, ne spettassero due a ciascuno degli stati più grandi della Comunità (Francia, Germania e Italia) e uno a ciascuno stato minore, nell'Autorità Monnet c'erano due componenti del Belgio e un solo italiano.
Legenda:   [     ] Sinistra/Socialisti - [     ] Destra/Conservatori - [     ] Liberali
| Membro           | Nazionalità | Incarico       | Competenze                                               |
| ---------------- | ----------- | -------------- | -------------------------------------------------------- |
| Jean Monnet      | Francia     | Presidente     |                                                          |
| Franz Etzel      | Germania    | Vicepresidente | Mercati, accordi, trasporti                              |
| Albert Coppé     | Belgio      | Vicepresidente | Politiche di lungo periodo                               |
| Paul Finet       | Belgio      | Membro         | Affari sociali ed amministrativi                         |
| Dirk Spierenburg | Paesi Bassi | Membro         | Relazioni esterne                                        |
| Léon Daum        | Francia     | Membro         | Finanza, investimenti, produzione e gruppo di istruzioni |
| Enzo Giacchero   | Italia      | Membro         | Stampa ed informazione                                   |
| Heinz Potthof    | Germania    | Membro         |                                                          |
| Albert Wehrer    | Lussemburgo | Membro         |                                                          |